# Wasenhorn (Goms)
Wasenhorn är en bergstopp i Schweiz.   Den ligger i distriktet Goms och kantonen Valais, i den centrala delen av landet, 70 km sydost om huvudstaden Bern. Toppen på Wasenhorn är 3 447 meter över havet, eller 338 meter över den omgivande terrängen. Bredden vid basen är 1,9 km.
Terrängen runt Wasenhorn är huvudsakligen mycket bergig. Runt Wasenhorn är det glesbefolkat, med 11 invånare per kvadratkilometer.. Närmaste större samhälle är Grindelwald, 17,2 km nordväst om Wasenhorn. 
Trakten runt Wasenhorn består i huvudsak av gräsmarker.